# أم صخرة (الرقة)
أم صخرة قرية سورية تتبع ناحية سلوك في منطقة تل أبيض في محافظة الرقة. بلغ عدد سكانها 576 نسمة في عام 2004 حسب إحصاء المكتب المركزي للإحصاء.